# Casimiro García-Abadillo
Casimiro García-Abadillo Prieto (La Solana, Ciudad Real, 11 de octubre de 1957) es un periodista español. Desde 2016 es director del periódico El Independiente.

## Biografía
Tras obtener su Licenciatura en Periodismo por la Universidad Complutense de Madrid, colabora en el diario Informaciones y se incorpora al diario económico Cinco Días en el año 1981. En los años siguientes, García-Abadillo emprendió una carrera siempre ligada a la información política y económica, que le llevó a la revista Mercado - donde ejerció de responsable del área de empresas- , al semanario El Globo así como al periódico Diario 16, en 1987.
Procedente de ese periódico, García-Abadillo contribuyó a crear El Mundo, que apareció en quioscos por primera vez el 23 de octubre de 1989. En ese equipo fundador, el periodista ocupó el puesto de redactor jefe y corresponsal económico. En 1997, fue nombrado Adjunto al Director; en octubre de 2004 fue promocionado a Vicedirector, además de responsable de información. Fue designado Director de El Mundo en mayo de 2014, permaneciendo sólo un año como director. Al dejar la dirección del diario siguió como columnista en el mismo periódico hasta mayo de 2016.
Ha hecho posible que salieran a la luz informaciones de gran relevancia y alcance nacional, como los casos Filesa, Ibercorp y Gescartera, las cuentas secretas del BBVA o las Teorías de la conspiración del 11M sobre atentados del 11 de marzo de 2004 en Madrid, de las que fue uno de los primeros inspiradores.
Desde ese año hasta 2014, fue muy beligerante contra la versión oficial de los atentados yihadistas del 11 M, desarrollando y apoyando las teorías de la conspiración del 11M. Sin embargo, fue en su mismo periódico El Mundo, el 12 de marzo de 2004, un día después de los atentados yihadistas, publicó la noticia de la reivindicacion por Al Qaeda de la autoría del atentado. También,  El Mundo publicó el 19 de octubre de 2003 la amenaza directa y personal de Bin Laden a España. También era conocida en los ámbitos periodísticos la certera nota informativa del Centro Nacional de Inteligencia (CNI) de 6 de noviembre de 2003 (Documento C/ 15697) en la que alertaba de atentados yihadistas en España
Como subdirector de El Mundo presentó una querella contra mandos de Policía Científica por el caso del ácido bórico. Durante el juicio del 11 M, después de tratar de resucitar el caso del ácido bórico, afirmaba en El Mundo que se habían detectado componentes de Titadine en uno de los focos, el de la estación de El Pozo.
El 2 de junio de 2009, cinco años después de los atentados y publicadas las sentencias de la AN y el TS, junto a Pedro J Ramírez, presenta el libro Titadyn. Como autor del extenso prólogo, intenta justificar que en los atentados de los trenes de cercanías los autores habían utilizado dinamita Titadyn (dinamita utilizada por ETA).
Como nuevo director del diario El Mundo, después de la publicación del libro del jefe de TEDAX, Sánchez Manzano, el 9 de marzo de 2014 publicó un editorial. En su contenido reconocía haber cometido errores, al haber dado «crédito a algunas informaciones faltas de rigor», y acusaba a «los servicios secretos» de haber desorientado a los partidarios de la conspiración hasta hacerles parecer «una pandilla de iluminados». Ese mismo año fue destituido de la dirección de El Mundo el día 30 de abril.
En 2016, Casimiro funda el periódico digital El Independiente, siendo publicado el primer artículo el 22 de septiembre de ese mismo año.
En 2019, David Jiménez (director de El Mundo desde mayo de 2015 hasta mayo  de 2016) publicó el libro El Director. En las páginas 63 y 64, describe a los autores de las teorías de la conspiración del 11 M, el desarrollo y las motivaciones de las mismas. Así mismo, reconoce explícitamente las negativas consecuencias que tuvieron para el periódico El Mundo. 
Con motivo del 20 aniversario de los atentados, las teorías de la conspiración del 11-M que propugnó y difundió fueron contundentemente desmentidas y ridiculizadas por los fiscales Olga Sánchez y Javier Zaragoza y el Juez presidente del juicio Gómez Bermúdez   

## Libros publicados
- La rebelión de los Albertos (1989), con Luis Fidalgo.
- Alicia Koplowitz: A solas con el poder (1990), con Luis Fidalgo.
- La estafa: Ibercorp y el fin de una era  (1992), con Jesús Cacho.
- De la euforia al descrédito: crónica del dinero (1995).
- El balance: luces y sombras de la España del PSOE (1997).
- 11-M la venganza (2004), sobre Atentados del 11 M
- Titadyn (2009), con el químico Antonio Iglesias García, sobre Teorías de la Conspiración del 11M
- La trampa (2012)